# Угловая (Свердловская область)
Угловая — деревня в Серовском районе Свердловской области России. Входит в Сосьвинский муниципальный округ.
Ранее деревня входила в состав Кошайского сельсовета Серовского района.

## Географическое положение
Деревня Угловая расположена в 29 километрах (по дорогам в 36 километрах) к югу от посёлка Сосьва и в 101 километре (по дорогам в 144 киломатерах) от города Серова, на левом берегу реки Молвы (правого притока Сосьвы, бассейн Тавды). В трёх километрах к востоко-северо-востоку от деревни расположена станция Усть-Берёзовка Свердловской железной дороги. В половодье автомобильное сообщение осуществляется через город Верхотурье, через посёлок Восточный.

## Население
| 2002 | 2010 | 2021 |
| ---- | ---- | ---- |
| 3    | ↘2   | ↗7   |